# Côteaux-sur-Loire
Côteaux-sur-Loire es una comuna nueva francesa situada en el departamento de Indre y Loira, de la región de Centro-Valle de Loira.

## Historia
Fue creada el 1 de enero de 2017, en aplicación de una resolución del prefecto de Indre y Loira de 30 de septiembre de 2016 con la unión de las comunas de Ingrandes-de-Touraine, Saint-Michel-sur-Loire y Saint-Patrice, pasando a estar el ayuntamiento en la antigua comuna de Saint-Patrice.

## Demografía
| Gráfica de evolución demográfica de Côteaux-sur-Loire entre 1800 y 2013 |
|                                                                         |

Los datos entre 1800 y 2013 son el resultado de sumar los parciales de las tres comunas que forman la nueva comuna de Côteaux-sur-Loire, cuyos datos se han cogido de 1800 a 1999, para las comunas de Ingrandes-de-Touraine, Saint-Michel-sur-Loire y Saint-Patrice de la página francesa EHESS/Cassini. Los demás datos se han cogido de la página del INSEE.

## Composición
| Comuna delegada        | Código INSEE | Población (2013) | Superficie (km²) | Densidad (hab./km²) |
| ---------------------- | ------------ | ---------------- | ---------------- | ------------------- |
| Ingrandes-de-Touraine  | 37120        | 537              | 9.46             | 57                  |
| Saint-Michel-sur-Loire | 37227        | 665              | 17.51            | 38                  |
| Saint-Patrice          | 37232        | 668              | 17.18            | 39                  |